# Hugo von Montgelas
Pour les articles homonymes, voir von Montgelas.
Hugo von Montgelas né le 17 avril 2004, est un joueur allemand de hockey sur gazon. Il évolue au poste de milieu de terrain au SC 1880 Frankfurt et avec l'équipe nationale allemande.

## Carrière
Il a débuté en équipe première le 14 avril 2022 contre l'Inde à Bhubaneswar lors de la Ligue professionnelle 2021-2022.

## Palmarès
- : 2e à l'Euro U21 en 2022